# Lista de prefeitos de Itueta

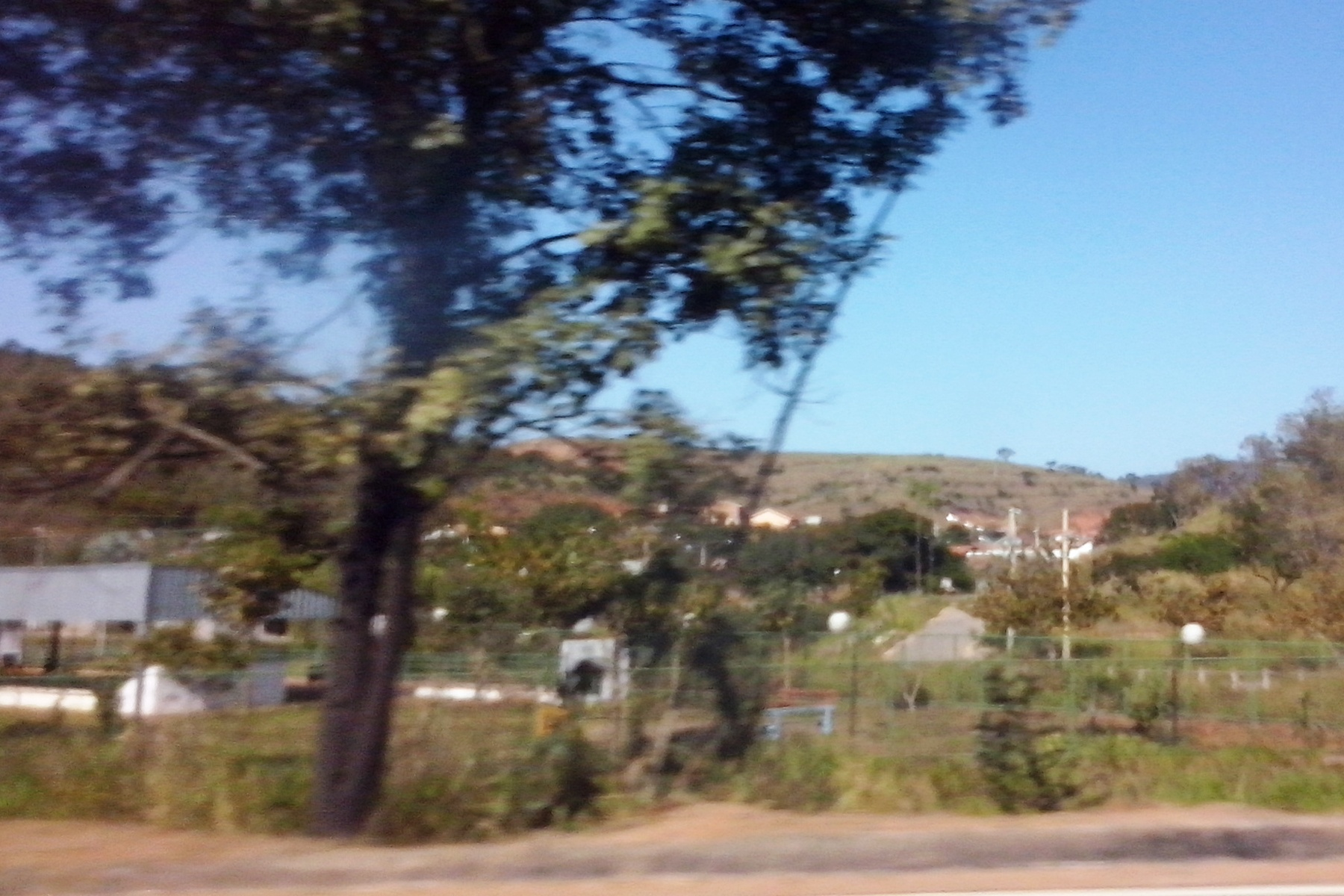
Vista parcial do município de Itueta

Essa é a lista de prefeitos de Itueta, município brasileiro no interior do estado de Minas Gerais, que ocuparam o cargo da administração municipal após a emancipação política da cidade. Itueta se emancipou de Resplendor em 27 de dezembro de 1948. Posteriormente, realizou-se a primeira eleição, na qual foi eleito Antônio Barbosa de Castro, que tomou posse em 19 de março de 1949.
A administração municipal se dá pelos Poderes Executivo e Legislativo, sendo o primeiro representado pelo prefeito e seu gabinete de secretários, em conformidade ao modelo proposto pela Constituição Federal. Além de Antônio Barbosa de Castro, outras onze pessoas estiveram à frente do cargo. O prefeito que venceu a eleição municipal de 2024, por sua vez, foi Giorzane Rigo Cremasco, eleito pelo Movimento Democrático Brasileiro (MDB) para seu primeiro mandato.

## Prefeitos
| Nº | Prefeito(a)                 | Partido | Início do mandato       | Fim do mandato                   | Observações                                         | Referências   |
| -- | --------------------------- | ------- | ----------------------- | -------------------------------- | --------------------------------------------------- | ------------- |
| 1  | Antônio Barbosa de Castro   | UDN     | 1º de janeiro de 1949   | 31 de janeiro de 1955            | Prefeito eleito em sufrágio universal               | [ 2 ]         |
| 1  | Antônio Barbosa de Castro   | UDN     | 31 de janeiro de 1955   | 31 de janeiro de 1959            | Prefeito reeleito em sufrágio universal             | [ 2 ] [ 6 ]   |
| 2  | João Martins                | PSD     | 31 de janeiro de 1959   | 31 de janeiro de 1963            | Prefeito eleito em sufrágio universal               | [ 2 ]         |
| —  | Antônio Barbosa de Castro   | UDN     | 31 de janeiro de 1963   | 31 de janeiro de 1967            | Prefeito eleito em sufrágio universal               | [ 2 ]         |
| 3  | Gil Gomes                   | ARENA   | 31 de janeiro de 1967   | 31 de janeiro de 1971            | Prefeito eleito em sufrágio universal               | [ 2 ]         |
| 4  | Joaquim José Rigo           | ARENA   | 31 de janeiro de 1971   | 31 de janeiro de 1973            | Prefeito eleito em sufrágio universal               | [ 2 ]         |
| —  | Gil Gomes                   | ARENA   | 31 de janeiro de 1973   | 31 de janeiro de 1977            | Prefeito eleito em sufrágio universal               | [ 2 ]         |
| 5  | Rúdio Piepper               | ARENA   | 31 de janeiro de 1977   | 31 de janeiro de 1983            | Prefeito eleito em sufrágio universal               | [ 2 ]         |
| 6  | Gildo Cremasco              | PDS     | 1º de fevereiro de 1983 | 1º de janeiro de 1989            | Prefeito eleito em sufrágio universal               | [ 11 ]        |
| 7  | Alcino José Nicoli          | PMDB    | 1º de janeiro de 1989   | 1º de janeiro de 1993            | Prefeito eleito em sufrágio universal               | [ 12 ]        |
| —  | Rúdio Piepper               | PFL     | 1º de janeiro de 1993   | 1º de janeiro de 1997            | Prefeito eleito em sufrágio universal               | [ 13 ]        |
| 8  | João Campo Dall'Orto        | PFL     | 1º de janeiro de 1997   | 1º de janeiro de 2001            | Prefeito eleito em sufrágio universal               | [ 14 ]        |
| 8  | João Campo Dall'Orto        | PFL     | 1º de janeiro de 2001   | 1º de janeiro de 2005            | Prefeito reeleito em sufrágio universal             | [ 15 ]        |
| —  | Alcino José Nicoli          | PMDB    | 1º de janeiro de 2005   | 1º de janeiro de 2009            | Prefeito eleito em sufrágio universal               | [ 2 ]         |
| 9  | Orestes Baldon, Nego Baldon | DEM     | 1º de janeiro de 2009   | 1º de janeiro de 2013            | Prefeito eleito em sufrágio universal               | [ 16 ]        |
| 9  | Orestes Baldon, Nego Baldon | DEM     | 1º de janeiro de 2013   | 4 de abril de 2013               | Prefeito reeleito em sufrágio universal             | [ 16 ]        |
| 10 | Cláudio Borchadt            | DEM     | 5 de abril de 2013      | 1º de janeiro de 2017            | Vice-prefeito empossado após falecimento do titular | [ 16 ] [ 17 ] |
| 11 | Valter José Nicoli          | MDB     | 1º de janeiro de 2017   | 1º de janeiro de 2021            | Prefeito eleito em sufrágio universal               | [ 18 ]        |
| 11 | Valter José Nicoli          | MDB     | 1º de janeiro de 2021   | 1º de janeiro de 2025            | Prefeito reeleito em sufrágio universal             | [ 19 ]        |
| 12 | Giorzane Rigo Cremasco      | MDB     | 1º de janeiro de 2025   | 1º de janeiro de 2029 (previsão) | Prefeito eleito em sufrágio universal               | [ 4 ]         |